# Héctor de la Cruz
Héctor J. De la Cruz, apodado "La Manta" (Santo Domingo, 10 de diciembre de 1968) es un exjugador de béisbol y mánager dominicano. De la cruz jugó béisbol profesional en Corea, Taiwán y Japón. 
Actualmente tiene su propio programa de béisbol semi profesional. 

## Carrera profesional
Delacruz pasó siete años en las menores como tercera base/jardinero de la organización de los Azulejos de Toronto antes de convertirse en entrenador en el sistema de los Diamondbacks de Arizona.
Desde 2001 hasta 2004, Delacruz fue entrenador para Missoula Osprey (2001-2002) de la Pioneer League y para el equipo Clase-A South Bend Silver Hawks (2003-2004). En 2005 comenzó su carrera dirigencial con Missoula, donde ganó el banderín de la Pioneer League en 2006. Al año siguiente lideró la Single-A Visalia Oaks con un récord de 77-63, y una aparición de playoffs en la Liga de California.
Antes de la temporada 2008, Delacruz fue promovido a Mobile Bay Bears de la Southern League. Dirigiría en Doble-A por primera vez y por octava ocasión con la organización de los Diamondbacks.
En 2009, Delacruz dirigiría en Doble-A por segundo año consecutivo, su novena temporada como preparador/mánager en la organización de los Diamondbacks. La temporada pasada, Delacruz fue capitán del equipo Bay Bears y los llevó a un final sólido. En la campaña anterior, dirigió los Visalia Oaks de la Liga de California, mientras que llevaba al equipo a un récord de 77-63 y una aparición en los playoffs. También dirigió en Missoula (Mont.) en la Liga de Novatos Pioneer, donde llevó a Osprey al Campeonato de la Liga en 2006.
El 28 de agosto de 2011 Missoula Osprey y la Pioneer Baseball League anunciaron que habían nombrado a Héctor Delacruz como mánager del equipo.

## Liga Dominicana
De la Cruz ha sido dirigente de los Gigantes del Cibao, Estrellas Orientales, Tigres del Licey y Leones del Escogido en la Liga de Béisbol Profesional de la República Dominicana. 
De la Cruz dirigió al equipo de los Tigres del Licey que ganó la Serie del Caribe 2008 en Santiago, el equipo de los Tigres fueron subcampeones del torneo invernal en la República Dominicana y sustituyeron al equipo de Puerto Rico que no pudo participar en la serie.
El 1 de noviembre de 2011, De la cruz fue nombrado como mánager de los Gigantes del Cibao en la Liga Dominicana de Béisbol.
El 25 de noviembre de 2013, De la cruz fue nombrado como mánager de las Estrellas Orientales en la Liga Dominicana de Béisbol.